# Sankt Georgen bei Obernberg am Inn
Sankt Georgen bei Obernberg am Inn osztrák község Felső-Ausztria Riedi járásában. 2021 januárjában 553 lakosa volt.

## Elhelyezkedése

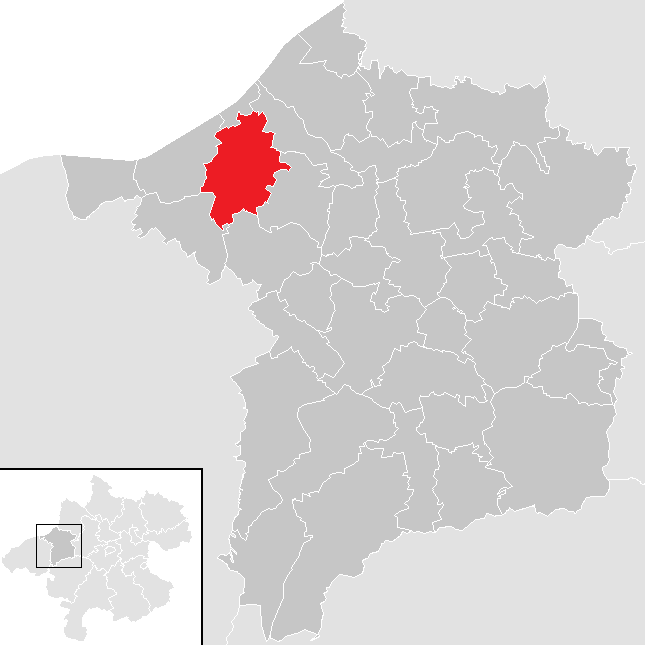
Sankt Georgen bei Obernberg am Inn a Ried im Innkreis-i járásban

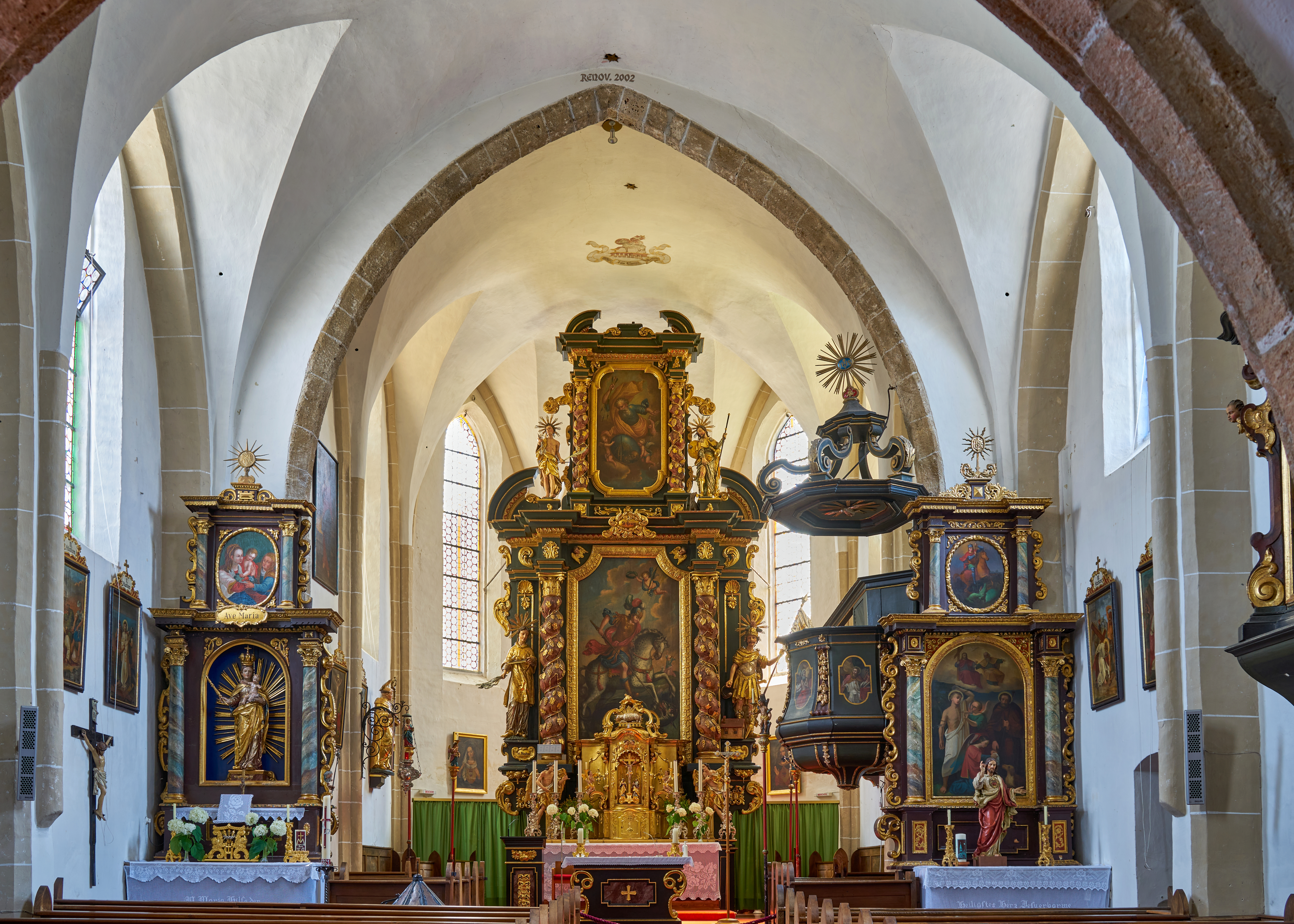
A templom belső tere

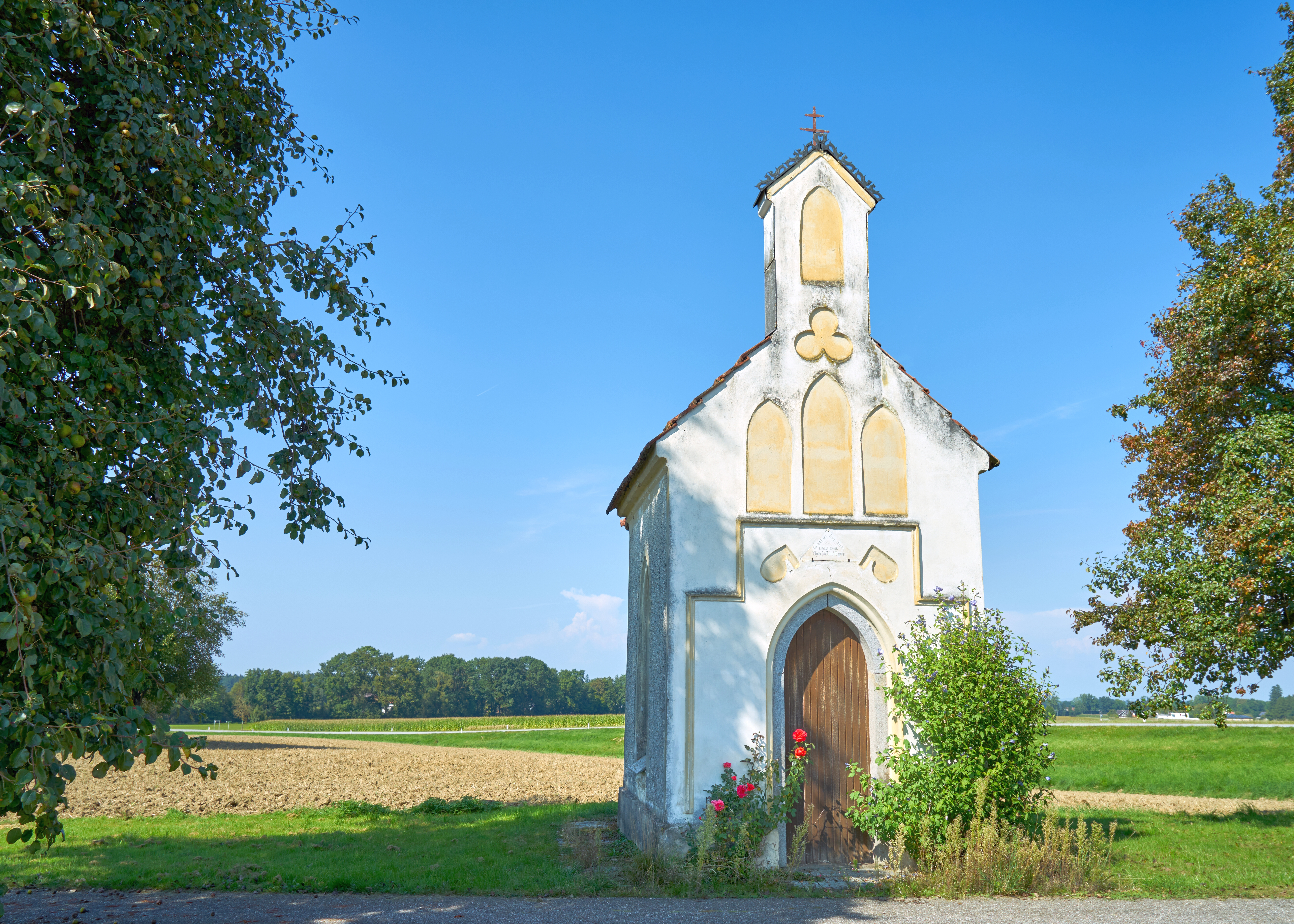
Útszéli kápolna

Sankt Georgen bei Obernberg am Inn a tartomány Innviertel régiójában fekszik, az Inn folyó völgyében. Területének 5,8%-a erdő, 87,6% áll mezőgazdasági művelés alatt. Az önkormányzat 13 települést és településrészt egyesít: Dietraching (17 lakos 2021-ben), Grub (16), Hofing (25), Hub (68), Krautsdorf (20), Niederweilbach (31), Nonsbach (43), Oberaichet (59), Pischelsdorf (83), Röfl (21), Sankt Georgen bei Obernberg am Inn (130), Ulrichstal (15) és Wimm (25).
A környező önkormányzatok: északra Obernberg am Inn, északkeletre Mörschwang, keletre Weilbach, délre Gurten, délnyugatra Geinberg, nyugatra Kirchdorf am Inn.

## Története
St. Georgen (és az egész Innviertel) 1779-ig Bajorországhoz tartozott, de a bajor örökösödési háborút lezáró tescheni béke Ausztriának ítélte. A napóleoni háborúk alatt rövid időre visszatért a francia bábállam Bajországhoz, de 1816 után végleg Ausztriáé lett. Az 1938-as Anschluss után a települést a Harmadik Birodalom Oberdonaui gaujába sorolták be. A második világháborút követően visszatért Felső-Ausztriához.

## Lakosság
A St. Georgen bei Obernberg am Inn-i önkormányzat területén 2021 januárjában 553 fő élt. A lakosságszám 1961 óta 500-600 között stagnál. 2019-ben az ittlakók 89,3%-a volt osztrák állampolgár; a külföldiek közül 4,7% a régi (2004 előtti), 3,5% az új EU-tagállamokból érkezett. 0,7% az egykori Jugoszlávia (Szlovénia és Horvátország nélkül) vagy Törökország, 1,8% egyéb országok polgára volt. 2001-ben a lakosok 95,2%-a római katolikusnak, 1% evangélikusnak, 1% ortodoxnak, 1% mohamedánnak, 1,7% pedig felekezeten kívülinek vallotta magát. Ugyanekkor a legnagyobb nemzetiségi csoportot a németek (97,8%) mellett a törökök alkották 1%-kal.
A népesség változása:

| 2016 | 545 |
| 2018 | 569 |

## Látnivalók
- a gótikus Szt. György-plébániatemplom

## Fordítás
- Ez a szócikk részben vagy egészben  a   Sankt Georgen bei Obernberg am Inn című német Wikipédia-szócikk ezen változatának fordításán alapul.  Az eredeti cikk szerkesztőit annak laptörténete sorolja fel. Ez a jelzés csupán a megfogalmazás eredetét és a szerzői jogokat jelzi, nem szolgál a cikkben szereplő információk forrásmegjelöléseként.